# URBANO AFFARE
URBANO AFFARE（アルバーノ・アファーレ）は、ソニー・エリクソン・モバイルコミュニケーションズ（のちのソニーモバイルコミュニケーションズジャパン、現・ソニー）が日本国内向けに開発した、auブランドを展開するKDDIおよび沖縄セルラー電話のCDMA 1X WIN（後のau 3G）対応携帯電話である。製造型番はSOY05（えすおーわい ぜろご）。

## 概要
同キャリア向けURBANOシリーズの第4弾となる音声用端末で、先々代のURBANO BARONE（SOY03）および先代のURBANO MOND（SOY04）同様、ソニー・エリクソン製となっており、先代機種のURBANO MOND同様、IPX5/IPX7等級の防水機能、およびGSMローミングに対応しているのが大きな特徴となっている。
フィーチャーフォンのURBANOシリーズとしては唯一、Snapdragon(Snapdragon S1・QSD8650)を搭載し、プラットフォームにはBrew MPから拡張したKCP3.2を採用している。高速マルチキャリアデータ通信が可能なWIN HIGH SPEED（CDMA2000 1x EV-DO MC-Rev.A）にも対応した。またMONDの純粋なシートキーからフレームレスキーに似た形状を用いたシートキーに変更された。ただし無線LAN（Wi-Fi WIN）には非対応で、またBARONEおよびMONDに搭載されていたMyWalkアプリが非搭載となった。
2012年夏モデルのURBANO PROGRESSO（KYY04・京セラ製）よりスマートフォンとして開発・発売され、また本機を最後にソニー・エリクソンはフィーチャーフォンから撤退したため、事実上、URBANOシリーズとしてもソニー・エリクソンとしても最後のフィーチャーフォンとなった。

## 沿革
- 2011年（平成23年）9月26日 - KDDI、およびソニー・エリクソン・モバイルコミュニケーションズより公式発表。
- 2011年10月27日 - 北海道・中国・四国地区にて先行発売。
- 2011年10月28日 - 東北・関東・中部・北陸・関西・九州地区にて発売。
- 2011年10月29日 - 沖縄地区にて発売。
- 2012年（平成24年）7月14日 - 新色となるソリッドシルバーを全国にて一斉発売。ちなみに旧auロゴ（『au by KDDI』ロゴ）が刻印された製品としては最後の製品となる。[2][3]
- 2012年7月22日 - L800MHz帯（旧800MHz帯・CDMA Bandclass 3）エリアによる音声・通信の各サービスの停波によりそれ以降はN800MHz帯（新800MHz帯・CDMA Bandclass 0 Subclass 2）エリアおよび2GHz帯（CDMA Bandclass 6）エリアの音声・通信の各サービスで利用する事となる。
- 2013年（平成25年）5月 - 販売終了。

## 主な機能・対応サービス
- 歩数計（My Walkアプリ）
- BRAVIAポストカード対応
- はっきりモード
- ゆっくりモード
- 聞きやすいモード
- フェイク着信
- 通話時自動音声調整機能
- 通話時ノイズキャンセル機能
- 「お出かけ転送」対応（一部のソニー製Blu-ray Discレコーダーで録画した番組を本機に転送できる機能）

| 主な機能・対応サービス                                                                               | 主な機能・対応サービス                                                                   | 主な機能・対応サービス                                       | 主な機能・対応サービス   |
| --- | ---------------------------------------------------------------------------------------- | ------------------------------------------------------------ | ------------------------ |
| LISMO! (着うたフル) (着うたフルプラス) (LISMOビデオクリップ) (LISMO Video) (LISMO Book) (LISMO WAVE) | EZケータイアレンジ                                                                       | バーコードリーダー&メーカー                                  | PCサイトビューアー       |
| au BOX                                                                                               | ワイヤレスミュージック (端末本体からのボリュームコントロールおよびカーナビ×LISMO!に対応) | au Smart Sports Run & Walk Karada Manager カロリーカウンター | EZナビウォーク           |
| EZ助手席ナビ                                                                                         | 安心ナビ                                                                                 | 災害時ナビ                                                   | ナカチェン               |
| EZアプリ FullGame! Bluetooth対戦 (複数対戦モード対応)                                                | EZアプリ (J・B)                                                                          | オープンアプリプレイヤー                                     | PCドキュメントビューアー |
| アレンジメニュー                                                                                     | au oneガジェット マルチプレイウィンドウ クイックアクセスメニュー                         | じぶん銀行アプリ                                             | EZ・FM                   |
| EZチャンネル EZチャンネルプラス EZニュースフラッシュ EZニュースEX                                    | Touch Message                                                                            | EZ FeliCa                                                    | ケータイ de PCメール     |
| デコレーションメール                                                                                 | デコレーションアニメ                                                                     | au one メール                                                | 緊急通報位置通知         |
| EZテレビ（ワンセグ）                                                                                 | グローバルパスポート (GSM・CDMA)                                                         | WIN HIGH SPEED 赤外線通信 (IrDA) 無線LAN機能 (Wi-Fi WIN)     | Bluetooth auフェムトセル |